# نعبول
نُعْبُول (الاسم العلمي Spilornis)، جنس طير السقاوات وفصيلة البازية. أنواعه عديدة جميعها من جنوب غرب آسيا. اجسامها ربعة، أثوابها مختلفة الألوان المتركبة. تتميز برؤوسها المتوجة بكثة قفنية الارتكاز. تعيش في الجبال الجرداء وفي الفيافي القاحلة قوتها القواضم والزحافات والأفاعي والحشرات.